# ベンジーの愛
『ベンジーの愛』（原題：For The Love of Benji）は、1977年制作のアメリカ合衆国の映画。1974年公開の映画『ベンジー』の続編。
前作でベンジーを演じたヒギンスは1976年に死去したため、本作以降の作品では娘犬のベンジーンがベンジーを演じている。

## キャスト
| 役名                 | 俳優                 | 日本語吹替 | 日本語吹替 |
| 役名                 | 俳優                 | TBS版      | NHK版      |
| -------------------- | -------------------- | ---------- | ---------- |
| ベンジー             | ベンジーン（犬）     | 原語版流用 | 原語版流用 |
| ポール・チャプマン   | アレン・フィザット   | 岡浩也     | 井上大輔   |
| シンディ・チャプマン | シンシア・スミス     | 冨永みーな | 鷲角ゆか里 |
| チャプマン氏         | ピーター・ブレック   |            |            |
| メアリー             | パッツィ・ギャレット |            | 松島みのり |
| ディートリッヒ       | エド・ネルソン       |            | 堀勝之祐   |
| ロナルド             | ピーター・ボウルズ   |            |            |

- TBS版：1979年10月5日『こどもスペシャル』にて放送。
- NHK版：1992年1月5日『ファミリー映画館』にて放送[3]。